# March of the Eagles
March of the Eagles is een computerspel ontwikkeld door Paradox Development Studio en uitgeven door het moederbedrijf Paradox Interactive op 19 februari 2013 voor Microsoft Windows en op 9 mei 2013 voor Mac OS X.

## Gameplay
In het spel bestuurt de speler een van de grootmachten in Europa tijdens de napoleontische oorlogen. Net zoals bij andere spellen van Paradox moet de speler beslissingen maken over de krijgsmacht, de productie en diplomatie. Elke supermacht heeft zijn eigen doelen om te kunnen winnen.
Frankrijk start als de meest dominante macht op het land, en Verenigd Koninkrijk als macht op zee. het spel focust zich op het vormen van coalities. De grootste macht op land en op zee leiden de twee coalities. De speler moet goed in de gaten houden wie de coalitieleiders zijn. Elke grootmacht kan coalitieleider worden door gebieden over te nemen.
Het spel gebruikt ook "ideeën" als vervanging van de gewoonlijke technologieën in spellen. Idee-punten worden verzameld door gevechten te winnen, en soms kan de speler meer punten verdienen door te verliezen dan te winnen, zodat het spel gebalanceerd blijft.
In tegenstelling tot de meeste spellen van Paradox kunnen de formaties van de legers aangepast worden.

### Grootmachten
- Frankrijk
- Oostenrijk
- Ottomaanse Rijk
- Spanje
- Koninkrijk Zweden
- Verenigd Koninkrijk
- Keizerrijk Rusland
- Pruisen